# 小軽米氏
小軽米氏（こがるまいし）は、九戸流九戸党の一人。
現在の岩手県九戸郡軽米町小軽米にあたる陸奥国糠部郡小軽米村（地元住民の明治生まれの古老達は、元は「古軽米」だったとの証言在り）を拠点とした氏族。
戦国時代末には、同地所在の「くず舘」及び「小軽米城」を居城としていたとされる。

## 概要
三戸南部氏を継いだ南部信直と九戸政実との争いに端を発した天正19年（1591年）の「九戸政実の乱」では、九戸党でただ一人三戸南部氏側についたと言う。九戸政実の乱後、南部信直に三十石で仕えるも、居城の小軽米城は天正20年（1592年）の奥州仕置により破却された。九戸の乱後、小軽米氏は陸奥国の野辺地城城代に転封される。次期同城代に子の小軽米左衛門直連の名が残る。また、久俊か直連の子かは不明だが、直久と言う名が在る。その後の家系を辿ると、江刺家（えさしか）姓に名を名を変えたようでもある。野辺地城代を務めた後は、婚縁を頼り。一族と共に、浄法寺村へ移り住む。その後、八戸南部氏が遠野への転封になった際に。小軽米氏系の何名かは、遠野へ移り住んだ。なお、それ等の遠野に移った小軽米氏は、後に"武田"姓を名のったとされる。なお、小軽米氏の所領の小軽米村とその一円は、新たに軽米村の軽米城跡に置かれた軽米代官所の管轄になり、明治維新まで続く。
家系図
小軽米之俊九戸流左衛門久俊古左衛門武田一寄斎（一熈斉とも）
　　　　　　　　　　　↓
　　↓－－－－－－－－－－－－－－－－－－↓－－－－－－－－－－－↓
直連／久俊子／左衛門／野辺地城代　　　久正／久俊子／藤蔵　　　久幸／久俊子／江刺家彦四郎
　　　　↓
　　↓－－－－－－－－－－－－－－－－－－－－－－－－－－－－－↓
直久／直連子？久俊子？／江刺家瀬兵衛直成仕南部利直　　　　嘉兵衛／直連子
　　↓　　　　　　　　　　　　　　　　　　　　　　　　　　　　　↓
高久／直久子／庄作／江刺家茂兵衛　　　　　　　　　　　源太左衛門／嘉兵衛子 